# There is...
「there is...」（ゼア イズ）は、1999年8月4日に発売されたhitomiの15枚目のシングル。発売元は、avex trax。規格品番はAVDD-20326。本体価格は1020円。

## 解説
- フジテレビ系列ドラマ『救急ハート治療室』主題歌。

## 収録曲
1. there is... (4:48)
作詞：hitomi　作曲：長尾大　編曲：渡辺善太郎
2. re-make (4:21)
作詞：hitomi　作曲・編曲：渡辺善太郎
3. there is...（Instrumental） (4:41)

## 収録アルバム
- thermo plastic (#1,2)
- SELF PORTRAIT (#1)
- peace (#1)